# 狭序拉拉藤
狭序拉拉藤（学名：Galium saurense）为茜草科拉拉藤属下的一个种。

## 扩展阅读
- 維基物種上的相關：狭序拉拉藤